# Martha Genenger
Martha Ludowika Genenger, née le 11 novembre 1911 à Krefeld et morte le 1er août 1995 à Moers, est une nageuse allemande.

## Biographie
Martha Genenger est sacrée championne d'Europe en 1934 sur 200 mètres brasse.
Aux Jeux olympiques d'été de 1936 à Berlin, elle remporte la médaille d'argent du 200 mètres brasse.